# Nagroda Grammy
Nagroda Grammy (oryg. Grammy Award) – nagroda muzyczna przyznawana corocznie przez (pol. tłum.) Narodową Akademię Sztuk i Nauk Nagraniowych z USA, honorująca wyróżniające się osiągnięcia w branży fonograficznej. Ceremonie rozdania nagród uświetniają występy cenionych artystów. Grammy należy do czwórki najważniejszych nagród amerykańskich w rozrywce tzw. EGOT, obok telewizyjnej Emmy, filmowego Oscara i teatralnego Tony.
Pierwsze nagrody Grammy zostały rozdane w 1959 roku, a rok później ceremonia była częściowo transmitowana w telewizji, w programie Sunday Showcase NBC. Do 1971 roku gale odbywały się zarówno w Los Angeles, jak i w Nowym Jorku, przez co artyści mogli decydować, gdzie będą obecni. Prawa do emitowania ceremonii kupił Pierre Cossette, który zorganizował pierwszą całościową transmisję na żywo w telewizji. W 1973 roku prawa te nabyła telewizja CBS, a gale zaczęły odbywać się w Nashville. W odpowiedzi konkurencyjna ABC zapoczątkowała American Music Award.

## Wygląd
Statuetka z pozłacanym gramofonem (patefonem), jest wytwarzana ręcznie przez Billings Artworks z Ridgway (Colorado, USA). W 1990 roku został zmieniony stop metali na wytrzymalszy, aby uniknąć uszkodzeń. Jednocześnie stała się większa i cięższa. Statuetka jest składana z części oraz złocona. Nagrody graweruje się zwycięzcom po ogłoszeniu decyzji National Academy of Recording Arts and Sciences. Dlatego w ceremoniach wręcza się okolicznościową nagrodę przechodnią, używaną tylko ceremonialnie. Właściwa Grammy Award jest grawerowana później, po ceremonii, informacjami za co, komu i kiedy.
Do 2007 roku rozdano 7578 statuetek Grammy.
W historii Nagród Grammy anulowano nagrodę raz, w 1990 roku, gdy w wyniku skandalu statuetkę musiał zwrócić zespół muzyczny Milli Vanilli za oszustwo.

## Kategorie
Cztery najważniejsze kategorie, zwane obszarem generalnym, nie są zaliczane do jakiegokolwiek gatunku.
- Album roku – nagradza wykonawcę oraz zespół produkcyjny całego albumu.
- Nagranie roku – nagradza wykonawcę oraz zespół produkcyjny danego nagrania.
- Piosenka roku – nagradza autorów/kompozytorów piosenki.
- Najlepszy nowy artysta – nagradza wykonawcę, który wydał w określonym czasie swoje pierwsze dzieło, które zapewniło mu rozpoznawalność (zdarza się jednak, że dane wydawnictwo nie musi być debiutanckim).

Inne nagrody przyznawane są artystom oraz zespołom produkcyjnym w wyszczególnionych gatunkach. Poza tym wyróżniane są m.in. projekty artystyczne oraz widea. Specjalne nagrody Grammy wręczane są za długoletni wkład w przemysł muzyczny.

## Proces nominacji
Kandydatów do nominacji mogą zgłaszać zarówno wytwórnie muzyczne, jak i indywidualne osoby. Propozycje są wprowadzane za pośrednictwem Internetu, a następnie kopia, na przykład piosenki, musi być wysłana do National Academy of Recording Arts and Sciences. Po dokonaniu zgłoszenia jego przedmiot jest następnie oceniany przez ponad 150 ekspertów z przemysłu muzycznego. Działania przeprowadzane są wyłącznie by sprawdzić, czy praca nadaje się do rywalizacji, lub określić, czy została przypisana do dobrej kategorii. Następnie członkowie Akademii głosują wyłącznie w swoich kategoriach eksperckich, w maksymalnie dziewięciu dziedzinach nominacji. Do każdej kategorii może być nominowanych wyłącznie pięć przedmiotów; nominacje otrzymują te, które zdobyły najwięcej głosów. Jeśli w procesie głosowania dojdzie do remisu, do jednej kategorii może być nominowanych więcej niż pięć dzieł. Po ogłoszeniu kompletnej listy nominacji, do członków Akademii wysyłane są formularze do ostatecznego głosowania. Mogą oni głosować w ogólnych kategoriach, a także w nie więcej niż ośmiu z 30 obszarów gatunków. Głosy liczone są przez Deloitte, przedsiębiorstwo świadczące usługi doradcze i audytorskie. Członkowie Akademii są zobowiązani do opierania swych głosów wyłącznie na jakości; nie powinni sugerować się sprzedażą, pozycjami na listach, osobistymi upodobaniami, preferencjami regionalnymi lub lojalnością wobec wytwórni muzycznej. Zabronione jest również przyjmowanie prezentów. Zwycięzców ogłasza się podczas ceremonii, a wyniki głosowania są wcześniej trzymane w tajemnicy. Statuetkę otrzymuje ten, kto zdobył najwięcej głosów w danej kategorii; istnieje możliwość remisu.

## Liderzy
Z 35 nagrodami Grammy, Beyoncé jest artystką z największą liczbą statuetek. U2, z 22 nagrodami, utrzymuje rekord wśród zespołów, a Chicagowska Orkiestra Symfoniczna jest rekordzistą wśród wszystkich grup muzycznych, zdobywając 60 statuetek.
| Miejsce | 1.      | 2.          | 3.           |
| ------- | ------- | ----------- | ------------ |
| Artysta | Beyoncé | Georg Solti | Quincy Jones |
| Nagród  | 35      | 31          | 27           |

## Krytyka
Część artystów wyraziła swoje wątpliwości wobec natury Grammy. Kiedy zespół Pearl Jam wygrał w 1996 roku w kategorii najlepszy utwór hardrockowy, wokalista Eddie Vedder powiedział na scenie: „Nie wiem, co to oznacza. Myślę, że nic”.
Maynard James Keenan, lider grupy Tool, nie pojawił się na ceremonii, na której zespół dostał statuetkę, tłumacząc: "Myślę, że Grammy to nic innego niż gigantyczna maszyna promocyjna przemysłu muzycznego. Zniżają się do małego intelektu i karmią masy. Nie honorują artystów za to, co stworzyli. To przemysł muzyczny, wyróżniający sam siebie. O to w tym chodzi."
Pojawiały się również głosy krytyki ze względu na przyznawanie większej liczby nagród, niż jest to konieczne; niektóre kategorie uznano za „zapełniacze”.
Bono (U2) był na początku swojej kariery krytyczny wobec Nagród Grammy, jednak później docenił ich znaczenie: „Było tu wszystko: wściekłość, miłość, wybaczenie, rodzina, społeczność i najgłębsze poczucie historii… Była tu pełna siła amerykańskiej muzyki, wyzywająca moją arogancję. Oglądałem dalszą część show z nowym spojrzeniem. Grammy zaprosiły jazz, country, rocka i soul na jedną arenę.”.

## Polscy nagrodzeni
Nagrodę Grammy otrzymali dotychczas następujący polscy artyści:
- Aleksandra Nagórko
  - 2012 – w kategorii Best Classical Compendium (Najlepsze kompendium muzyki klasycznej) za płytę z dziełami Krzysztofa Pendereckiego: Fonogrammi, Koncert na róg, Partita, Przebudzenie Jakuba, Anaklasis, De natura sonoris.
- Włodek Pawlik
  - 2014 – w kategorii Best Large Jazz Ensemble Album (Najlepszy Album Dużego Zespołu Jazzowego) za płytę Night in Calisia, nagraną wspólnie z trębaczem Randy Breckerem, Orkiestrą Filharmonii Kaliskiej i Włodek Pawlik Trio.
- Krzysztof Penderecki
  - 1988 – w kategorii Best Classical Contemporary Composition Najlepsza kompozycja współczesna muzyki klasycznej) za płytę z własnym Koncertem wiolonczelowym nr 2 w wykonaniu Mstisława Roztropowicza i Philharmonia Orchestra
  - 1999 – w kategorii Best Classical Contemporary Composition (Najlepsza kompozycja współczesna muzyki klasycznej) za płytę z własnym Koncertem skrzypcowym nr 2 w wykonaniu Anne-Sophie Mutter i London Symphony Orchestra.
  - 2001 – w kategorii Best Choral Composition (Najlepsza kompozycja na chór) za płytę z nagraniem własnego Credo.
  - 2017 – w kategorii Best Choral Performance (Najlepsze wykonanie chóralne) za płytę Penderecki Conducts Penderecki Vol. 1 w wykonaniu Chóru i Orkiestry Filharmonii Narodowej oraz solistów: Agnieszki Rehlis, Johanny Rusanen i Nikolaya Didenko pod dyrekcją kompozytora.
- Andrzej Sasin
  - 2012 – w kategorii Best Classical Compendium (Najlepsze kompendium muzyki klasycznej) za płytę z dziełami Krzysztofa Pendereckiego: Fonogrammi, Koncert na róg, Partita, Przebudzenie Jakuba, Anaklasis, De natura sonoris.
- Antoni Wit
  - 2012 – w kategorii Best Classical Compendium (Najlepsze kompendium muzyki klasycznej) za płytę z dziełami Krzysztofa Pendereckiego: Fonogrammi, Koncert na róg, Partita, Przebudzenie Jakuba, Anaklasis, De natura sonoris w wykonaniu Orkiestry Filharmonii Narodowej.
- Henryk Wojnarowski
  - 2017 – w kategorii Best Choral Performance (Najlepsze wykonanie chóralne) za płytę Penderecki Conducts Penderecki Vol. 1 w wykonaniu Chóru i Orkiestry Filharmonii Narodowej oraz solistów: Agnieszki Rehlis, Johanny Rusanen i Nikolaya Didenko pod dyrekcją kompozytora.

## Miejsca ceremonii
Miejscami ceremonii rozdania nagród Grammy były na przestrzeni lat liczne prestiżowe areny na terenie Stanów Zjednoczonych Ameryki.

### 1959–1970
W latach 1959–1970, kiedy gale nie były transmitowane w telewizji, ceremonia odbywała się w kilku miejscach tego samego dnia, a artyści wybierali, gdzie się pojawią.
- 1959–1961: Los Angeles i Nowy Jork
- 1962–1964: Chicago, Los Angeles i Nowy Jork
- 1965–1970: Chicago, Los Angeles, Nashville i Nowy Jork

### 1971 – obecnie
Od 1971 roku, czyli od pierwszej telewizyjnej transmisji na żywo, ceremonie odbywają się w różnych miejscach.
- 1971: Hollywood Palladium, Los Angeles
- 1972: Felt Forum, Nowy Jork
- 1973: Tennessee Theatre, Nashville
- 1974: Hollywood Palladium, Los Angeles
- 1975: Uris Theater, Nowy Jork
- 1976–1977: Hollywood Palladium, Los Angeles
- 1978–1980: Shrine Auditorium, Los Angeles
- 1981: Radio City Music Hall, Nowy Jork
- 1982–1987: Shrine Auditorium, Los Angeles
- 1988: Radio City Music Hall, Nowy Jork
- 1989–1990: Shrine Auditorium, Los Angeles
- 1991: Radio City Music Hall, Nowy Jork
- 1992–1993: Shrine Auditorium, Los Angeles
- 1994: Radio City Music Hall, Nowy Jork
- 1995–1996: Shrine Auditorium, Los Angeles
- 1997: Madison Square Garden, Nowy Jork
- 1998: Radio City Music Hall, Nowy Jork
- 1999: Shrine Auditorium, Los Angeles
- 2000–2002: Staples Center, Los Angeles
- 2003: Madison Square Garden, Nowy Jork
- 2004–2017: Staples Center, Los Angeles
- 2018: Madison Square Garden, Nowy Jork
- 2019–obecnie: Staples Center, Los Angeles